# 1635 Bohrmann
1635 Bohrmann је астероид главног астероидног појаса чија средња удаљеност од Сунца износи 2,853 астрономских јединица (АЈ).
Апсолутна магнитуда астероида је 11,1.